# Mariz (Chantada)
Mariz (llamada oficialmente San Martiño de Mariz) es una parroquia y una aldea española del municipio de Chantada, en la provincia de Lugo, Galicia.

## Organización territorial
La parroquia está formada por once entidades de población, constando ocho de ellas en el nomenclátor del Instituto Nacional de Estadística español:
- A Barxa
- Alemparte
- Garabelos
- Lamacamiño
- Mariz
- O Pacio
- Outeiro
- Penouzos
- Pousada
- Trasmariz
- Vigo

## Demografía

### Parroquia
| Gráfica de evolución demográfica de Mariz (parroquia) entre 2000 y 2019 |
|                                                                         |
| Datos según el nomenclátor publicado por el INE.                        |

### Aldea
| Gráfica de evolución demográfica de Mariz (aldea) entre 2000 y 2019 |
|                                                                     |
| Datos según el nomenclátor publicado por el INE.                    |